# 上川周作
上川 周作（かみかわ しゅうさく、1993年〈平成5年〉2月18日 - ）は、日本の俳優。大分県出身。京都造形芸術大学映画学科俳優コース5期生。劇団大人計画に在籍。

## 出演

### 映画
- さすらいのジャンゴ（2012年、並河信也監督）
- 大奥〜永遠〜［右衛門佐・綱吉篇］（2012年、金子文紀監督）
- 彌勒 MIROKU（2013年、林海象監督）
- 最後の天使（2014年、伊藤高志監督）
- 正しく生きる（2015年、福岡芳穂監督） - 森優樹 役[3]
- 赤い玉、（2015年、高橋伴明監督）
- 心が叫びたがってるんだ。（2017年、熊澤尚人監督） - 相沢基紀 役
- ユリゴコロ（2017年、熊澤尚人監督）
- 曇天に笑う（2018年、本広克行監督）
- 止められるか、俺たちを（2018年、白石和彌監督） - 斎藤博 役
- 母を亡くした時、僕は遺骨を食べたいと思った。（2019年、大森立嗣監督）
- 劇場（2020年、行定勲監督）[4][5][6]
- あのこは貴族(2021年、岨手由貴子監督)
- CHAIN/チェイン（2021年、福岡芳穂監督） - 映画初主演・山川桜七郎 役[7]
- ヘルドッグス（2021年）- ジャコ 役
- あの花が咲く丘で、君とまた出会えたら。（2023年、成田洋一監督） - 寺岡 役[8]
- 女優は泣かない（2023年、有働佳史監督） - 猿渡拓郎 役[9]
- アングリースクワッド 公務員と7人の詐欺師（2024年、上田慎一郎監督） - 丸健太郎 役[10]
- この夏の星を見る（2025年、山元環監督） - 森村尚哉 役[11]

### テレビドラマ
- 妻と飛んだ特攻兵（2015年8月16日、テレビ朝日）
- サマー・ストーカーズ・ブルース（2015年9月26日、フジテレビ） - ハカセ 役[12]
- コウノドリ 第6話・第10話（2015年11月20日・12月18日、TBS）
- HOPE〜期待ゼロの新入社員〜 第1話・第2話（2016年7月17日・24日、フジテレビ）
- 大河ドラマ（NHK総合）
  - 真田丸（2016年） - 又吉 役
  - 西郷どん（2018年） - 西郷小兵衛 役
- 連続テレビ小説（NHK総合）
  - べっぴんさん（2016年度後期） - キアリス社員・阿部靖夫 役[13]
  - まんぷく（2018年度後期） - 名木純也 役
  - 虎に翼（2024年前期） - 猪爪直道 役[14]
- 下北沢ダイハード 第2話「違法風俗店の男」（2017年7月28日、テレビ東京） - ボーイ 役
- 監獄のお姫さま（2017年10月17日 - 12月19日、TBS） - 今池周太郎 役
- 許さないという暴力について考えろ（2017年12月26日、NHK総合）
- まどろみバーメイド〜屋台バーで最高の一杯を。〜 第1話・第4話・第9話（2019年7月14日・8月4日・9月8日、テレビ大阪） - 山路 役
- 刑事7人 第9話（2019年9月11日、テレビ朝日） - 小野田金治（青年期）役
- BS笑点ドラマスペシャル 初代林家木久蔵（2020年1月11日・BS日テレ） - 柳家小きん 役
- 心の傷を癒すということ（2020年1月18日 - 2月8日、NHK総合） - 安壮介 役[15][16][17]
- 名古屋行き最終列車2020 第1話（2020年1月27日、メ〜テレ・ひかりTV） - 八代貴志 役
- 福井発地域ドラマ 「シューカツ屋」（2020年2月26日、NHK BSプレミアム） - 植田直成 役[18][19]
- 絶メシロード 第7話（2020年3月6日、テレビ東京） - 晃希 役
- 恋はつづくよどこまでも 第9話（2020年3月10日、TBS） - 佐倉寛紀 役
- 就活生日記 第4話・第5話（2020年3月12日・3月13日、NHK総合） - 乾祥平 役[20]
- 秋田発地域ドラマ 金色の海（2021年1月16日、NHK BSプレミアム） - 橋田真治 役[21]
- 七人の秘書 第7話・最終話（2020年12月3日・10日、テレビ朝日） - 二瓶功太郎 役
- 閻魔堂沙羅の推理奇譚 第6回（2020年12月5日、NHK総合） - 森野智也 役
- 特捜9 Season4 第7話（2021年5月19日、テレビ朝日） - 上岡昇 役
- ドクターX〜外科医・大門未知子〜 第7シリーズ（2021年10月14日 - 12月16日、テレビ朝日） - 矢島源五郎 役[22]
- 部長と社畜の恋はもどかしい(2022年2月9日、テレビ東京)
- いちげき（2023年1月3日、NHK総合・BS4K） - 千代松 役[23]
- 旅屋おかえり「兵庫編」（2023年2月1日・2日、NHK BSプレミアム）- 荒川大海 役[24]
- スナック女子にハイボールを 第3話・第7話（2024年4月19日・5月17日、中京テレビ） - 澤田 役[25]
- ダブルチート 偽りの警官 Season1（2024年4月26日 - 6月14日、テレビ東京） - 阿部直樹 役[26]
  - ダブルチート 偽りの警官 Season2（2024年6月29日 - 8月17日、WOWOW）
- 霊験お初〜震える岩〜（2024年5月4日、テレビ朝日）[27]
- 降り積もれ孤独な死よ 第5話・第6話（2024年8月4日・11日、読売テレビ・日本テレビ系） - 灰川十三 / 佐藤創（青年期） 役
- 月9 続・続・最後から二番目の恋（2025年4月14日 - 6月23日、フジテレビ） - 佐久間 役[28]
- シリーズ・横溝正史短編集Ⅳ「金田一耕助、悔やむ」（NHK BSプレミアム4K、NHK BS）　『悪魔の降誕祭』（2025年4月24日） - 道明寺修二
- 塀の中の美容室（2025年8月22日〈予定〉 - 、WOWOW） - 津田翔太 役[29]

### その他
- Hulu版 銭形警部 真紅の捜査ファイル 第2話（2017年）
- ドクターエッグス〜研修医・蟻原涼平〜（2021年10月7日・14日、TELASA） - 矢島源五郎 役[30][31][注 1]
- 仮面ライダーBLACK SUN（2022年10月28日、Amazon Prime Video） - 秋月総一郎 役
- 季節のない街（2023年8月9日、Disney+） - 筑波 役

### 舞台
- 佐渡島他吉の生涯（2020年5月 - 6月→中止、PARCO劇場・NHK大阪ホール） - 敬吉 役[32]
- ボクの穴、彼の穴。W（2024年9月17日 - 10日6日、スパイラルホール・近鉄アート館）[33][34]
- 朗読劇「蒲田行進曲」（2024年10月19日・20日、京都芸術劇場 春秋座）[35]

### CM
- ジャパネット企業CM 「Goods for you」つながる篇（2016年）
- ガンホー 「パズドラ ファイナルファンタジー コラボ第2弾」（2016年）
- 三井住友銀行 法人口座Trunk（2025年6月 - ）
  - 「起業のひと」篇[36] - 高橋努らと共演
  - 「開業のひと」篇 - 滝沢めぐみ[37]と共演

### テレビアニメ
- 大家さんと僕（2020年3月2日 - 3月6日、NHK総合） - 僕（矢部太郎） 役[38][39]